# ماتوش کمت
ماتوش کمت (انگلیسی: Matúš Kmeť؛ زادهٔ ۲۷ ژوئن ۲۰۰۰) بازیکن فوتبال است.
از باشگاه‌هایی که در آن بازی کرده‌است می‌توان به باشگاه فوتبال روژمبرک اشاره کرد.
وی همچنین در تیم‌های ملی فوتبال زیر ۱۷ سال اسلواکی و زیر ۲۱ سال اسلواکی بازی کرده‌است.